# Bürger, ohne Arbeit
Bürger, ohne Arbeit – Für eine radikale Neugestaltung der Gesellschaft ist ein Sachbuch von Wolfgang Engler, das 2005 im Aufbau-Verlag Berlin erschienen ist.
Von der Antike bis heute verfolgt Wolfgang Engler die Entwicklung der Gesellschaft unter dem Aspekt der Arbeit und deren Bedeutung für den Einzelnen und die Gesellschaft. 

## Inhalt
Obwohl der Gesamtwohlstand unserer Gesellschaft einen Höhepunkt erreicht habe, seien die Unterschiede zwischen Arm und Reich noch nie so groß gewesen. So beruhe Charles Fouriers Idee einer proportionalen Verteilung, bei der jeder am wachsenden Wohlstand teilhabe, auf einem Irrtum. Nehme man wie Fourier an, der Wohlstand würde sich für alle Schichten jeweils quadrieren, also exponentiell wachsen, vergrößere sich folglich auch die Kluft exponentiell. Reformen zielten auf eine Lösung des Staates aus seiner sozialen Verantwortung, hin zum liberalen Bild der Eigenverantwortung. Heute, da Vollbeschäftigung zur Ideologie geworden sei, müsse man nicht über ein Recht auf Arbeit, sondern ein Recht auf Einkommen nachdenken. Nicht die Menschen müssten sich der Marktwirtschaft unterordnen, sondern die Wirtschaft den Menschen.